# Ajakos
Eak (także Ajakos; gr. Αἰακός Aiakós, łac. Aeacus) – w mitologii greckiej król Myrmidonów, sędzia zmarłych w Hadesie.
Uchodził za syna Zeusa i Eginy, za ojca Peleusa, Telamona i Fokosa, dziadka Achillesa oraz pradziadka Neoptolemosa. Urodził się na bezludnej wyspie, którą później nazwał imieniem swojej matki. Gdy uproszony Zeus zamienił żyjące na wyspie mrówki w ludzi, Ajakos został królem nowego ludu, Myrmidonów.
Po śmierci stał się jednym z trzech sędziów w Hadesie, razem z Minosem i Radamantysem.